# Établissements Ampère
Die Société des Établissements Ampère war ein französischer Hersteller von Automobilen.

## Unternehmensgeschichte
Das Unternehmen aus Billancourt begann 1906 mit der Produktion von Automobilen. Der Markenname lautete Ampère. 1908 stellte das Unternehmen auf dem Pariser Automobilsalon aus. 1909 endete die Produktion.

## Fahrzeuge
Das einzige Modell 10/16 CV war mit einem Vierzylindermotor ausgestattet. Der Kühler war hinter dem Motor montiert. Unter anderem gab es die Karosserieform Doppelphaeton mit Platz für vier Personen.